# Liste der Kulturdenkmäler in Neuendorf (Eifel)
In der Liste der Kulturdenkmäler in Neuendorf sind alle Kulturdenkmäler der rheinland-pfälzischen Ortsgemeinde Neuendorf aufgeführt. Grundlage ist die Denkmalliste des Landes Rheinland-Pfalz (Stand: 27. Juni 2022).

## Einzeldenkmäler
| Bezeichnung                           | Lage                    | Baujahr | Beschreibung                  | Bild                           |
| ------------------------------------- | ----------------------- | ------- | ----------------------------- | ------------------------------ |
| Quereinhaus                           | Dorfstraße 13 Lage      | 1827    | Quereinhaus, bezeichnet 1827  | Fotos hochladen                |
| Katholische Filialkirche St. Hubertus | Neuensteiner Weg 2 Lage | 1857/58 | Saalbau mit Westturm, 1857/58 | weitere Bilder Fotos hochladen |